# NBB Cup
Der NBB Cup ist ein jährlich in den Niederlanden ausgetragener Badminton-Pokalwettbewerb. Er findet seit der Saison 1990/91 statt, wo Royal Canin/BCH der erste Sieger war. Der Name des Cups stammt von Nederlandse Badminton Bond ab, dem ursprünglichen Namen des niederländischen Dachverbandes Badminton Nederland. Teilnahmeberechtigt sind seit 2008 die 48 besten Teams der Niederlande. Im Laufe der Jahre ergänzten verschiedene Sponsorennamen den Wettbewerb wie zum Beispiel Carlton GT Cup oder AA-Drink Cup.

## Sieger
| - 1991 Royal Canin/BCH - 1992 BC Duinwijck - 1993 BC Duinwijck - 1994 BC Duinwijck - 1995 AA Drink/BCN - 1996 Culemborg - 1997 BC Duinwijck - 1998 Direct Invest/BCA - 1999 BV Van Zijderveld - 2000 BC Amersfoort - 2001 BC Amersfoort - 2002 BC Amersfoort - 2003 Conservatrix/Velo - 2004 Conservatrix/Velo - 2005 BC Amersfoort | - 2006 BC Amersfoort - 2007 BC Amersfoort - 2008 BC Amersfoort - 2009 BC Amersfoort - 2010 Van Zundert/Velo - 2011 BC Duinwijck - 2012 BC Amersfoort - 2013 BC Amersfoort - 2014 BC Amersfoort - 2015 BC DKC - 2016 Van Zundert/Velo - 2017 Van Zundert/Velo - 2018 BC DKC - 2019 BC DKC - 2020 nicht ausgetragen | - 2021 nicht ausgetragen - 2022 nicht ausgetragen - 2023 F.I.T. Almere - 2024 F.I.T. Almere |